# بئر لبيض

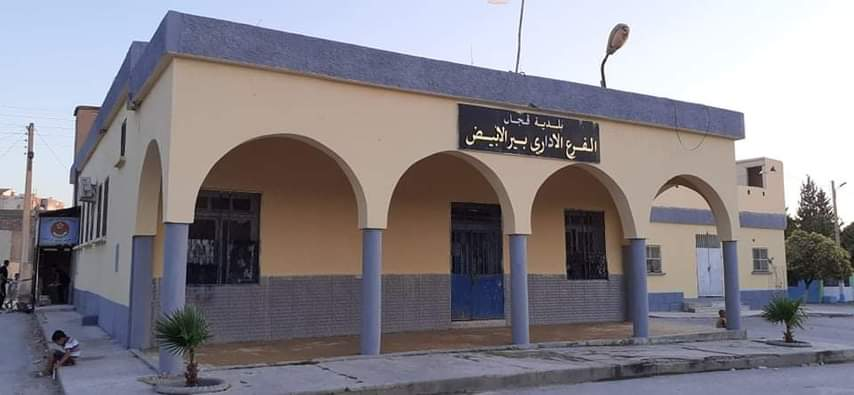

بئر لبيض منطقة فلاحية وزراعية، تابعة اقليمياً وإداريا لبلدية قجال، الكائنة بدائرة قجال، بولاية سطيف الجزائرية.